# Spilosoma romaniszyni
Spilosoma romaniszyni är en fjärilsart som beskrevs av Schnaider 1950. Spilosoma romaniszyni ingår i släktet Spilosoma och familjen björnspinnare. Inga underarter finns listade i Catalogue of Life.